# Umělá inteligence
Umělá inteligence (UI, anglicky artificial intelligence – zkráceně AI) je inteligence projevovaná stroji, zejména počítači s vhodným programovým vybavením, a zároveň je to obor informatiky zabývající se tvorbou takových počítačových systémů. Ty řeší komplexní úlohy jako je rozpoznávání či klasifikace, např. v oblastech zpracování obrazu (ve formě pixelů) či zpracování psaného textu či mluveného jazyka (ve formě počítačového kódu), nebo plánování či řízení na základě zpracování velkých objemů dat.
- Úzká umělá inteligence (anglicky narrow artificial intelligence – zkráceně NAI) či „slabá AI“ odkazuje na systémy zaměřené na řešení jediné úzce vymezené úlohy. Mezi příklady NAI patří internetoví boti nebo virtuální asistenti jako např. Google Assistant nebo Siri.
- Obecná umělá inteligence (anglicky artificial general intelligence – zkráceně AGI) či „silná AI“ odkazuje na systémy řešící úlohy stejně dobře nebo dokonce lépe než člověk a řeší je bez nutnosti předchozího učení jednotlivých úzce vymezených úloh. AGI spojující „lidské“ flexibilní myšlení a uvažování se super rychlým zpracováním dat by se mohla stát realitou podmíněnou úspěšným vývojem kvantových počítačů.
- Superinteligence (anglicky artificial superinteligence – zkráceně ASI)

Legislativně definovat umělou inteligenci je obtížné a i jemné rozdíly v definici mohou mít zásadní dopady. Termín umělá inteligence se také často nadužívá jako buzzword.

## Oblasti umělé inteligence

### Strojové učení
Strojové učení je podoblastí umělé inteligence, zabývající se algoritmy, které umožňují počítačovému systému „učit se“. Učením v daném kontextu rozumíme takovou změnu vnitřního stavu systému, která zefektivní schopnost přizpůsobení se změnám okolního prostředí. Strojové učení má široké uplatnění. Jeho techniky se využívají pro rozpoznávání a kompresi obrazů či akustických (např. rozpoznávání řeči) nebo elektrických (např. EKG, EEG) signálů, klasifikaci či segmentaci dat, předvídání vývoje časových řad (např. burzovních indexů), k rozpoznávání psaného textu či k filtrování spamu. V lékařství slouží k diagnostice onemocnění a v řízení pro podporu rozhodování.

### Neuronové sítě
Umělé neuronové sítě v umělé inteligenci jsou volně inspirovány odpovídajícími biologickými strukturami. Oproti nim jsou však značně zjednodušeny a používají jiné mechanismy učení, než jaké používá např. lidský mozek. Cílem totiž není věrně simulovat biologické struktury, ale především řešit praktické problémy. Jedná se o přístup ke strojovému učení, který se stal velmi úspěšným. Neuronové sítě se používají mimo jiné k rozpoznávání a kompresi obrazů či akustických (např. rozpoznávání řeči) nebo elektrických (např. EKG, EEG) signálů, klasifikaci či segmentaci dat, předvídání vývoje časových řad (např. burzovních indexů), k rozpoznávání psaného textu či k filtrování spamu. Tvorbou biologicky věrných modelů neuronů a neuronových sítí se zabývají výpočetní neurovědy, prohlubující znalosti o fungování informačních systémů (nervových soustav) živých organismů. Například Grossbergova neuronová síť vznikla původně jako simulace fyziologického modelu rozpoznávání vzorů na sítnici lidského oka.

### Robotika
Robotika je věda o robotech, jejich designu, výrobě a aplikacích. Robot může buď pomáhat, nebo dělat lidskou práci, popř. zajišťovat i komfort společnosti. Robotika úzce souvisí s elektronikou, mechanikou a aplikovaným softwarem.

### Počítačové vidění
Jde o vidění zobecněné: Zdaleka ne jen viditelným světlem, dokonce ani vůbec ne světlem, nýbrž třeba akusticky, obecně tedy echolokací.
- ve 2D:
  - Detekce hran v obrazu, jejich aproximační prodloužení, ohodnocení významnosti detekovaných hran, odstranění vlivu různého jasu napříč obrazem.
  - Optické rozpoznávání znaků pro rozpoznávání tištěného textu, rozpoznávání ručně psaného textu. Schopnost rozpoznávání předmětů pootočených, skloněných, jinak barevných či dokonce vzorovaných, neúplných oříznutím nebo zašuměním.
  - Rozpoznávání tvarů a z nich usuzování na objekty reálného světa (dokonce i s určením pravděpodobnosti), typicky z fotografií.
  - Realtime detekce tváře ve snímcích videa, nejsnáze podle předem zadaných bodů k hledání a jejich vzájemných vztahů: vzdáleností. Obecně detekce předepsaného vzoru v obraze.
- ve 3D:
  - Odstranění paralaxy (zkreslení ubíháním rovnoběžek), například použitím maticové transformace, jejím autonomním nalezením. Rozpoznání identity s již viděným (známým) objektem, nyní však pozorovaným z jiného úhlu.
  - Samostatné zorientování se v prostoru: určení směrů souřadnicového systému okolního prostoru.
  - Uvědomění si vlastní polohy v okolním prostoru při (nedokonalém) sběru dat o okolí, vytváření vnitřního modelu o něm: typicky mapy. Klíčové pro autonomně se pohybující roboty: Nekonečná smyčka střídání kroků v prostoru / na mapě.

### Bayesovské sítě
Bayesovská síť je pravděpodobnostní model, který využívá grafovou reprezentaci pro zobrazení pravděpodobnostních vztahů mezi jednotlivými jevy. Využívá se pro určení pravděpodobnosti určitých jevů, přičemž vychází ze základu teorie pravděpodobnosti. Bayesovská síť je acyklický orientovaný graf, kde každý uzel odpovídá jedné náhodné veličině, přičemž každý graf typicky obsahuje několik veličin/uzlů. Všechny veličiny v grafu se vztahují k neznámému jevu, přičemž každá veličina je reprezentována jedním uzlem a větve (neboli vztahy) mezi uzly zobrazují pravděpodobnostní závislost mezi vybranými veličinami. Tyto závislosti se obvykle vypočítávají na základě statistických metod.

### Expertní systémy
Expertní systém je počítačový program, který má za úkol poskytovat expertní rady, rozhodnutí nebo doporučit řešení v konkrétní situaci. Expertní systémy jsou navrženy tak, aby mohly zpracovávat nenumerické a neurčité informace a řešit tak úlohy, které nejsou řešitelné tradičními algoritmickými postupy. Expertní systém má dvě základní komponenty, které jsou na sobě relativně nezávislé. Řídící mechanismus pro odvozování závěrů a Bázi znalostí. V průběhu zpracovávání se k bázi znalostí přidávají dočasné informace o řešeném případu.

### Dobývání znalostí
Data mining (dolování z dat či vytěžování dat) je analytická metodologie získávání netriviálních skrytých a potenciálně užitečných informací z dat. Někdy se chápe jako analytická součást dobývání znalostí z databází (Knowledge Discovery in Databases, KDD), jindy se tato dvě označení chápou jako souznačná. Často dochází také k překryvu s termínem data science, který bývá obvykle chápán šířeji než data mining. Data mining se používá v komerční sféře (například v marketingu při rozhodování, které klienty oslovit dopisem s nabídkou produktu), ve vědeckém výzkumu (například při analýze genetické informace) i v jiných oblastech (například při monitorování aktivit na internetu s cílem odhalit činnost potenciálních škůdců a teroristů).

### Fuzzy logika
Fuzzy logika je podobor matematické logiky odvozený od teorie fuzzy množin, v němž se logické výroky ohodnocují mírou pravdivosti. Liší se tak od klasické výrokové logiky, která používá pouze dvě logické hodnoty – nepravdu a pravdu, tj. nulu a jedničku. Fuzzy logika může operovat se všemi hodnotami z intervalu ⟨0,1⟩, kterých je nekonečně mnoho. Fuzzy logika může být pro řadu reálných rozhodovacích úloh vhodnější než klasická logika, protože usnadňuje návrh složitých řídicích systémů.

### Evoluční algoritmy
Evoluční algoritmy se užívají k nalezení dostatečně kvalitního řešení optimalizačních úloh v dostatečně krátkém čase. Mezi evoluční algoritmy inspirované přírodou se zahrnuje celé spektrum optimalizačních heuristických technik, např. genetické algoritmy či simulované žíhání. Heuristiky můžeme popsat jako zkratkovitý postup prohledávání prostoru řešení bez záruky správného výsledku, nicméně jsou zbaveny celé řady neduhů konvenčních optimalizačních metod, jako např. požadavek spojitosti či diferencovatelnosti objektivní resp. vazební funkce, respektování omezujících podmínek, uvíznutí v mělkém lokálním minimu atd. Na druhou stranu však je při jejich aplikaci zapotřebí nastavení jistých volných parametrů, které je nutné „naladit“ v závislosti na konkrétním optimalizačním problému.

### Multiagentní systémy
Multiagentní systém je simulované prostředí se síťovým charakterem, v němž dochází k interakci (po větvi sítě) agentů (uzlů sítě) mezi sebou a / nebo s prostředím, ve kterém se nacházejí. Tito agenti řeší společně problémy, které přesahují znalosti každého z nich. Mezi multiagentní systémy se řadí např. strategie ptačího hejna (Particle Swarm Optimization (PSO)) či strategie mravenčí kolonie (Ant Colony Optimization (ACO)).

### Prohledávání stavového prostoru
Zvláště při vytváření algoritmů na řešení klasických her (šachů, dámy) se jeví účelné zadefinovat si množinu stavů, do kterých se můžeme ve hře dostat, přípustné tahy neboli přechody mezi stavy a počáteční a koncové pozice. Hledáme pak cestu od počátečních stavů ke koncovým stavům, které znamenají náš úspěch. Jelikož mohou být stavové prostory rozsáhlé (např. ve hře go) a v některých případech i nekonečné, je třeba volit chytré metody ořezávání nevhodných cest a ohodnocování pozic.

### Zpracování přirozeného jazyka
Počítačové zpracování přirozeného jazyka (Natural Language Processing, NLP) se zabývá analýzou, transformací či generování textů nebo mluveného slova. Aplikacemi NLP jsou např. strojový překlad, automatické zodpovídání dotazů (pro chatboty a podobně), dolování z textu, výtah z textu (automatická sumarizace), automatická korektura textu, extrakce informací z korpusů textů, generování přirozeného jazyka, rozpoznávání řeči a její syntéza. Kolem roku 2010 toto pole v zásadě ovládly technologie založené na hlubokém učení, jež zpravidla vykazují vyšší kvalitu než starší technologie založené např. na lingvistické analýze textu.
Velké jazykové modely (LLM – large language model) využívají například aplikace od OpenAI ChatGPT, Claude od Anthropic, Grok od xAI, nebo Gemini od Google. Tyto programy excelují v memorování, ale mají problémy vyfiltrovat během komunikace s lidmi informace z šumu.

## Úspěšné algoritmy

### Hry
- Roku 1979 překonal počítač světového mistra ve hře vrhcáby.[5]
- Královská hra šachy byla už od počátků informatiky předmětem analýz. Řešení problému bylo od počátku spojováno s inteligencí, avšak výhra nemusí znamenat větší inteligenci. V roce 1997 porazil systém Deep Blue od firmy IBM úřadujícího mistra světa Garriho Kasparova. Deep Blue však byl spíše hybridní systém s akcelerátory výpočtů.[6] Šlo tak spíše o řešení hrubou silou. Současná AI již neprochází tolik pozic a přitom je úspěšnější.[7]
- Chinook je program pro hraní anglické dámy, jehož tvůrci v červenci roku 2007 prohlásili, že nemůže prohrát. Již několik let předtím pravidelně porážel lidské oponenty. Tohoto výsledku bylo dosaženo kombinací hrubé síly při prohledávání pozic ve střední části hry a dobrou databází zahájení a koncovek.
- Počítačové programy hrající go si často tak dobře nevedly. Je tomu tak zřejmě proto, že je goban (deska na go) je poměrně rozsáhlá a s každým dalším položeným kamenem stoupá komplexita rozhodování, kterou však mají lidé šanci zvládnout díky své vrozené schopnosti rozpoznávání tvarů. Ovšem nejlepší programy používající jak řešení hrubou silou (přesněji stromové prohledávání do hloubky),[8] tak intuici, jsou schopné porážet i mistry.[9][10]
- Rubikova kostka může být také efektivně řešena pomocí AI.[11]
- Karetní hra bridž.[12]

### Další algoritmy
- AI dokáže vést letecké souboje lépe než lidští piloti.[13]
- AI je schopna určit riziko selhání srdce lépe než lékař.[14]
- AI umožňuje snadno napodobovat lidské hlasy.[15]
- AI s pomocí senzorů umožňuje odhalovat lhaní či jiné emoce.[16]
- AI dokáže lépe předpovídat chaos než rovnice.[17]
- AI je lepší i v krátkodobých předpovědích počasí.[18]

## Problematika
- Problémem je, že se AI chová jako černá skříňka.[19][20] Volá se proto po vysvětlitelné AI (XAI).[21][22]
- AI může odstranit lidské kognitivní zkreslení.[23] Může ovšem zavést vlastní zkreslení.[24] Lidské i umělé myšlení tedy lze i podvést.[25] Záleží na způsobu výběru dat k učení.[26] Umělá inteligence tak může být například zpolitizovaná.[27] Dle studie zveřejněné v časopise Nature mají systémy umělé inteligence tendenci přebírat lidské předsudky a zesilovat je, což může způsobit u uživatelů AI, že budou více předpojatí.[28][29] Pokud se AI učí na datech od AI, tak se výsledky zhoršují.[30]
- AI nepozná, co je pravda.[31] Ve skutečnosti není inteligentní, protože logicky neuvažuje.[32]
- Existují výpočetní problémy, které nelze vyřešit bez ohledu na výpočetní výkon a dobu běhu, které limitují umělou inteligenci.[33]
- Protože technologie mohou být pro člověka nebezpečné, formulovala koncem dubna 2019 Evropská komise etické zásady vývoje systémů s umělou inteligencí:
  - Možnost řízení a dohledu ze strany člověka
  - Robustnost a bezpečnost
  - Ochrana soukromí a dat (může vyřešit plně homomorfní šifrování)[34]
  - Transparentnost
  - Zákaz diskriminace a rovné zacházení
  - Společenský a environmentální prospěch
  - Odpovědnost.[35]

EU zvažuje zakázat či omezit umělou inteligenci při identifikaci lidí na veřejnosti. Organizace spojených národů přijala roku 2024 rezoluci, která varuje před zneužíváním AI. V dubnu 2024 zveřejnila společnost Turnitin studii, v níž uvádí, že umělá inteligence vygenerovala již miliony diplomových prací. Asi 20 % vědeckých článků bylo podle studie z roku 2025 rovněž alespoň částečně generováno umělou inteligencí, podobně na tom pak byly i samotné recenze těchto článků.
Problém zákazu diskriminace je v tom, že diskriminace je chování, preference určitých hodnot, kategorií či parametrů, které běžně lidé volí, aniž by si toho byli vědomi. Často je toto diskriminační chování objeveno, až když se na základě dat z takového chování učí umělá inteligence. Tento problém se projevil např. v oddělení lidských zdrojů společnosti Amazon, jejichž systém vyhodnotil pohlaví jako jeden z výběrových parametrů a životopisy žen hodnotil tak, že jim dával záporné body. To bylo proto, že pro učení byla použita data, která často mapovala technické pozice, na které se častěji hlásili muži.
Existuje i právní problematika, protože umělá inteligence se učí i na dílech podléhající autorskému právu. V USA tak vyvstává otázka, do jaké míry je to fair use. Velké jazykové modely také pracují s daty poskytnutými uživateli. Některé z nich, například ChatGPT, se snaží touto problematiku deeskalovat pomocí individuálního uživatelského nastavení.
Spotřeba energie je u AI značná. Přispívá tak k znečištění životního prostředí exhalacemi při výrobě elektrické energie, čímž se v USA podílí na zdravotních nákladech (rakovina, astma, další nemoci a zameškané pracovní a školní dny) odhadovaných v roce 2030 na 20 miliard dolarů ročně. Přehnané spoléhání na umělou inteligenci může vést k erozi kritického myšlení.

## Umělá inteligence v průmyslu
V průmyslu může umělá inteligence pomáhat různými způsoby:
- ze získaných „syrových“ dat přímo ze zařízení může získávat a vizualizovat podstatné informace pro obsluhu zařízení,
- detekovat, jak moc se zařízení může rozhodovat automaticky a jak moc potřebuje vstupy od obsluhy,
- predikovat budoucí vývoj, např. selhání pohonu, pokles kvality, na základě čehož je možné plánovat např. údržbu nebo upravit nastavení výroby,
- automatizovat opakující se úkoly, osvobodit tak zdroje lidí k zaměření se na složitější práci.[47]
- regulátor se může naučit vlastnosti regulovaného zařízení a následně může spustit varování, když se v chování zařízení objeví nějaká anomálie.

## Umělá inteligence v kultuře
Isaac Asimov věnoval značnou část své povídkové tvorby (sci-fi) tématům robotické inteligence. Jeho povídková sbírka Já, robot (1950), stejně jako povídka Dvěstěletý člověk (1976), byla zfilmována. Polský autor Stanisław Lem se zabýval filozofickými aspekty inteligence u nelidí ve svých knihách Solaris (1961, zfilmována dvakrát) a Kyberiáda (1965). Některé aspekty strojové inteligence rozebral Stanisław Lem v knize Golem XIV (1968) a Arthur Charles Clarke v knize 2001: Vesmírná odysea (1968) kde se zabýval situací, kdy se umělá inteligence obrátí proti člověku, neboť jej vyhodnotí jako překážku k úspěšnému dokončení mise, tj. své nejvyšší priority. Mezi vlivná kultovní díla patří například filmy Blade Runner (1982), Terminátor (1984), Matrix (1999). Velká část publikací současného sci-fi kyberpunku se váže k prolínání vlastností lidských a strojových a k vyrovnávání se s myšlenkou inteligentního stroje, například v knize Neuromancer Williama Gibsona.
Probíhají diskuse o užití umělé inteligence v různých odvětvích kultury. V kinematografii se umělá inteligence propisuje například do využití při omlazování herců, jako například Harrisona Forda v posledním dobrodružství Indiana Jonese. V českém postředí se jejím využití zabývají například filmaři Georgij Bagdasarov nebo Ondřej Nuslauer z FAMU.
Umělá inteligence může být kreativnější než 99 % lidské populace. Ale lidé jejím používáním kreativitu ztrácejí.

## Umělá inteligence a náboženství
Vícerá média si například všimla bohoslužby připravené umělou inteligencí.
V rámci farářského kursu Českobratrské církve evangelické v lednu 2024 se František Štěch věnoval umělé inteligenci jako výzvě pro život církví.
Teologické fórum křesťanství-islám, konané ve Stuttgartu, se roku 2024 neslo pod titulem „Vše spočítáno?“ – tématem byly výzvy AI obecně, transhumanismus, technologie a tělesnost, automatizace, robotizace a umělá inteligence.
V červnu roku 2024 se v bavorském Fürthu konala první bohoslužba připravená umělou inteligencí, a to v rámci mezinárodního festivalu Kirchentag.
Arcibiskupství pražské hostilo v srpnu 2025 panelovou diskusi o AI, kterou připravila Jednota staroboleslavská. Účastnil se i apoštolský nuncius Jude Thaddeus Okolo.

## Rizika AI
Návrh evropského Aktu o umělé inteligenci rozlišuje tyto kategorie rizik:
- Nepřijatelné riziko (hrozba pro člověka),
- Vysoké riziko (negativní dopad na bezpečnost nebo základní práva),
- Omezené riziko – požadavky na transparentnost, aby uživatelé mohli činit informovaná rozhodnutí. Do této kategorie bude patřit i generativní umělá inteligence, jako je ChatGPT.

Více než dvě třetiny expertů předpokládají více dobré než špatné důsledky AI.